# Een oude bekende
Tom Poes ontmoet een oude bekende of kortweg Een oude bekende is het twintigste verhaal uit de Bommelsaga, geschreven en getekend door Marten Toonder. Het verhaal verscheen voor het eerst op 7 december 1943 en liep tot 18 januari 1944. Het thema is verzet.

## Samenvatting
Tom Poes en Heer Bommel ontmoeten een boerin, van wie ze vernemen dat het graafschap waarin ze woont geteisterd wordt door een dwerg met een draak. Elke week eist de dwerg zeven mensen voor zijn draak, eerst alleen nog de mannen. Ze reizen verder naar het kasteel van de graaf, die ook al slachtoffer van de draak lijkt te worden; de graaf is samen met zes andere mannen ingeloot als maaltijd voor de draak. Op het kasteel worden heer Bommel en Tom Poes hartelijk ontvangen door de gravin. Ze beloven haar de draak te zullen verslaan.
Heer Bommel gaat ’s nachts alleen al op onderzoek uit. Hij vindt de draak, gooit een paar zware stenen op het beest en vlucht weer. Zowel draak als zijn eigenaar, de dwerg Pikkin, zijn woedend. Hij laat via Tom Poes weten dat de nachtelijke stenengooier als volgende maaltijd aan de draak geofferd moet worden.
Heer Bommel ziet in dat zijn actie erg dom was. Hij besluit Tom Poes helpen met het uitvoeren van een list: door het land onder water te zetten moet het vuur van de draak gedoofd worden. Het lukt Tom Poes een dijkdoorbraak te forceren en de draak daardoor te verslaan. Hierdoor wordt eerst alleen heer Bommel gered, maar vervolgens wordt Pikkin gedwongen ook de graaf en enkele andere slachtoffers vrij te laten. Heer Bommel en Tom Poes krijgen een feestmaal aangeboden door de graaf en de dankbare gravin. Pikkin en de draak ontvluchten het graafschap voorgoed.

## Voetnoot
1. ↑  Dwerg Pikkin uit het eerste verhaal Het geheim der blauwe aarde
2. ↑  Dit is een duidelijke verwijzing naar het Kamp Westerbork.
3. ↑  De oude bekende van Tom Poes uit de eerste verhaal.
4. ↑  Verwijzing naar de Nieuwe Hollandse Waterlinie.